# Riccardo Pasini
Riccardo Pasini (Milano, 6 febbraio 1976) è un produttore televisivo e autore televisivo italiano.

## Biografia
Laureato in Psicologia presso l'Università Cattolica del Sacro Cuore di Milano, ha iniziato a lavorare per la televisione nel 1997 con le emittenti regionali della Lombardia econ il canale satellitare Stream News per cui ha ideato, scritto e condotto diversi programmi tra cui L'ombelico del mondo (2000) e AP, Astenersi Perditempo (2001-2003).
Nel 1999 ha diretto il telegiornale di Antennatre.
Nel 2001 ha realizzato per My-Tv un'intervista interattiva con Mike Bongiorno.
Dal 2002 ha fatto parto della produzione Mediaset diretta da Fatma Ruffini, firmando come autore e regista diversi programmi tra cui Stranamore.
Nel 2004 e nel 2005 ha condotto su Rai 2 il quiz per ragazzi Guelfi e Ghibellini, di cui è stato anche fra gli autori.
Nel 2008 ha guidato la transizione tecnologica di Odeon TV che prevedeva trasmissioni in analogico, digitale, via satellite (Sky) e via web.
Nel 2010 fonda la società di produzione televisiva "Prodotto, fattori di videoevoluzione" che ha realizzato programmi per RealTime, La5, Italia1, Canale5 e La7.